# Škoda Trekka
Le Škoda Trekka est un véhicule tout-terrain produit par Škoda Auto de 1966 à 1972. Ses proportions s'apparentent à celles du Land Rover Series la manière dont on voit la carrosserie.[incompréhensible]